# 阿不都拉哈汗
阿卜杜拉哈汗（Abdallah，?—?），叶尔羌汗国第9任可汗，拉失德的第十二个儿子阿都剌因之子。阿都剌因不服侄子阿黑麻的统治，在东部自立为汗。1633年，阿不都拉哈即位为汗，1639年，阿不都拉哈击败当时的叶尔羌汗速檀阿黑麻（阿黑麻的孙子）。他接着打败了趁火打劫的准噶尔的巴图尔珲台吉。之后，向新兴的清朝政府纳贡。在晚年，他儿子信奉尧勒瓦斯纳克什班迪教團的白山派，阿卜都拉哈汗信奉黑山派，父子内争。1668年，阿卜都拉哈汗兵败，被迫以“朝圣”的名义出走麦加，尧勒瓦斯即位。
| 前任： 速檀阿黑麻 | 叶尔羌汗国君主 1639年—1668年 | 繼任： 尧勒瓦斯 |